# Pałac w Czerlejnie
Pałac w Czerlejnie – eklektyczny pałac znajdujący się w centrum Czerlejna w powiecie poznańskim.

## Historia i architektura
Obiekt powstał w latach 1914-1916 dla Niemca – Georga Fredericiego. Nawiązuje głównie do stylu renesansowego. Posiada okazałą fasadę flankowaną wieżyczkami, osadzoną na granitowym cokole, a także przybudowaną oranżerię. Pierwotnie majątek w Czerlejnie należał do kapituły gnieźnieńskiej, ale podczas zaborów dostał się w ręce niemieckie, by po 1916 powrócić w ręce polskie. W 1926 należał do Zygmunta Stabrowskiego (miał wówczas 307 hektarów), a w 1939 do Józefa Milickiego. W okresie międzywojennym pałac odwiedzał Wincenty Witos, co upamiętnia tablica pamiątkowa na fasadzie (1986). Obiekt pełnił przejściowo rolę szkoły.

## Otoczenie
Pałacowi towarzyszy zespół folwarczny: dwie obory, magazyn nawozowy i sześć dwojaków (budowle od 4. ćwierci XIX do pierwszej dekady XX wieku). Wokół pałacu park krajobrazowy z XIX wieku.

## Galeria

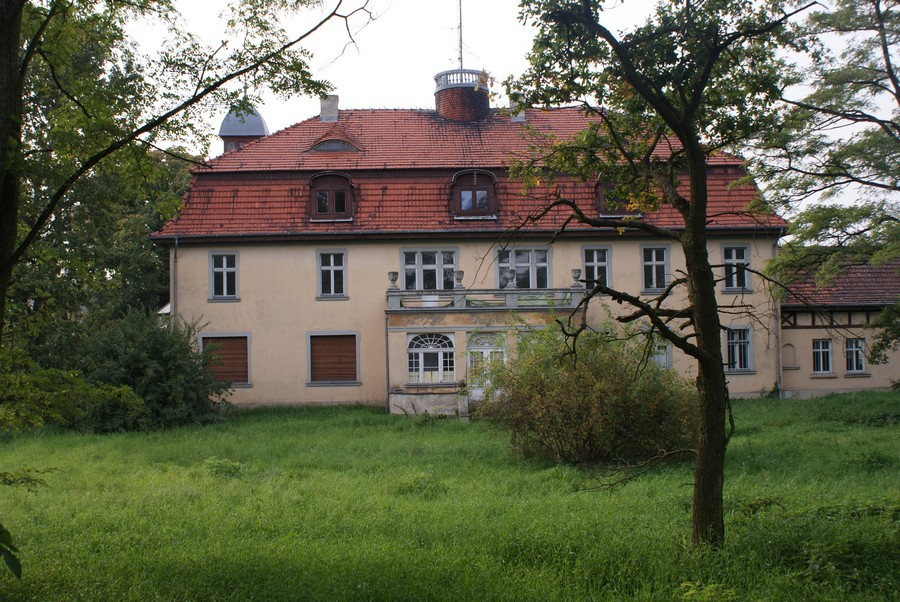
Fasada wschodnia
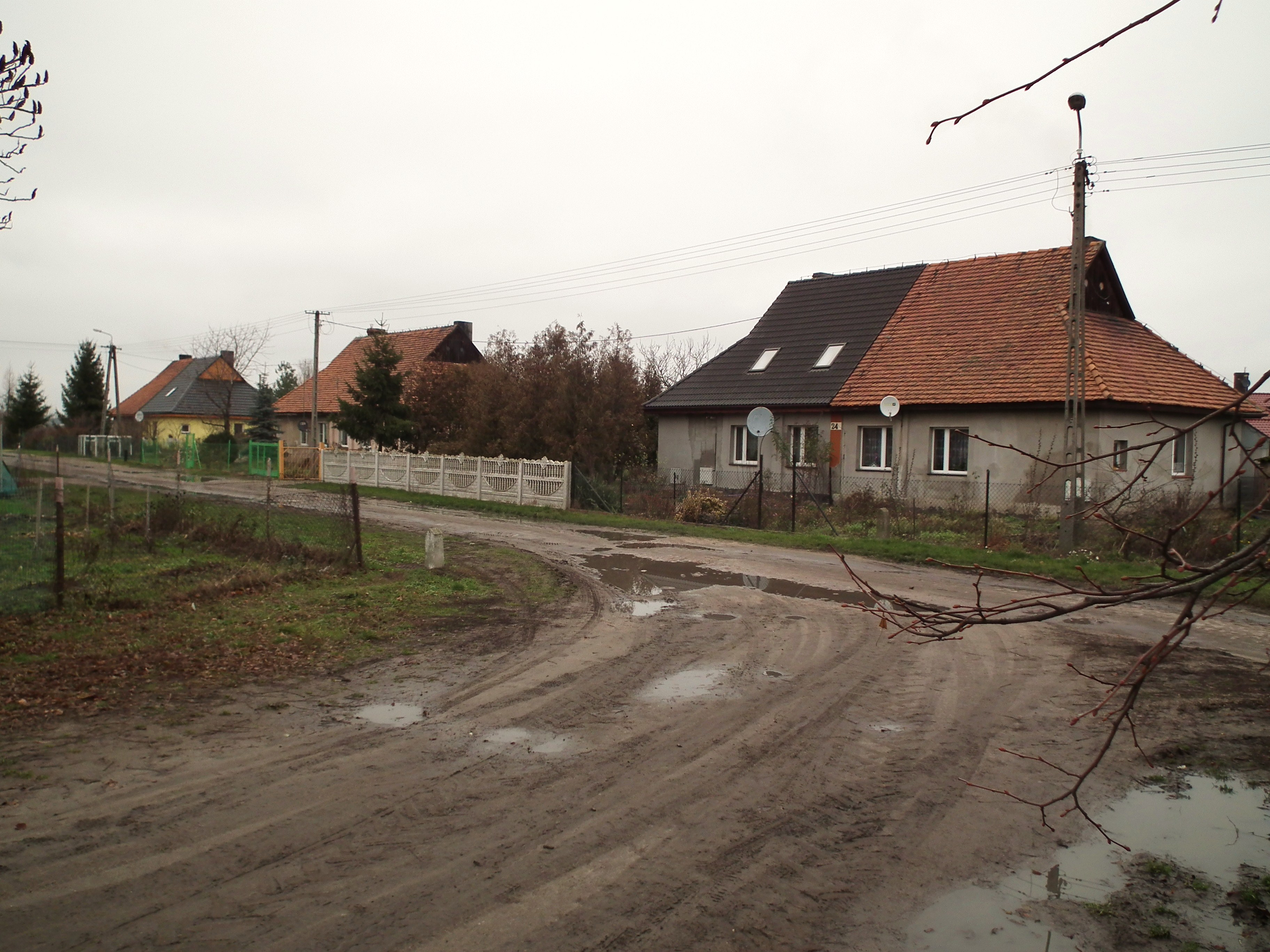
Dwojaki
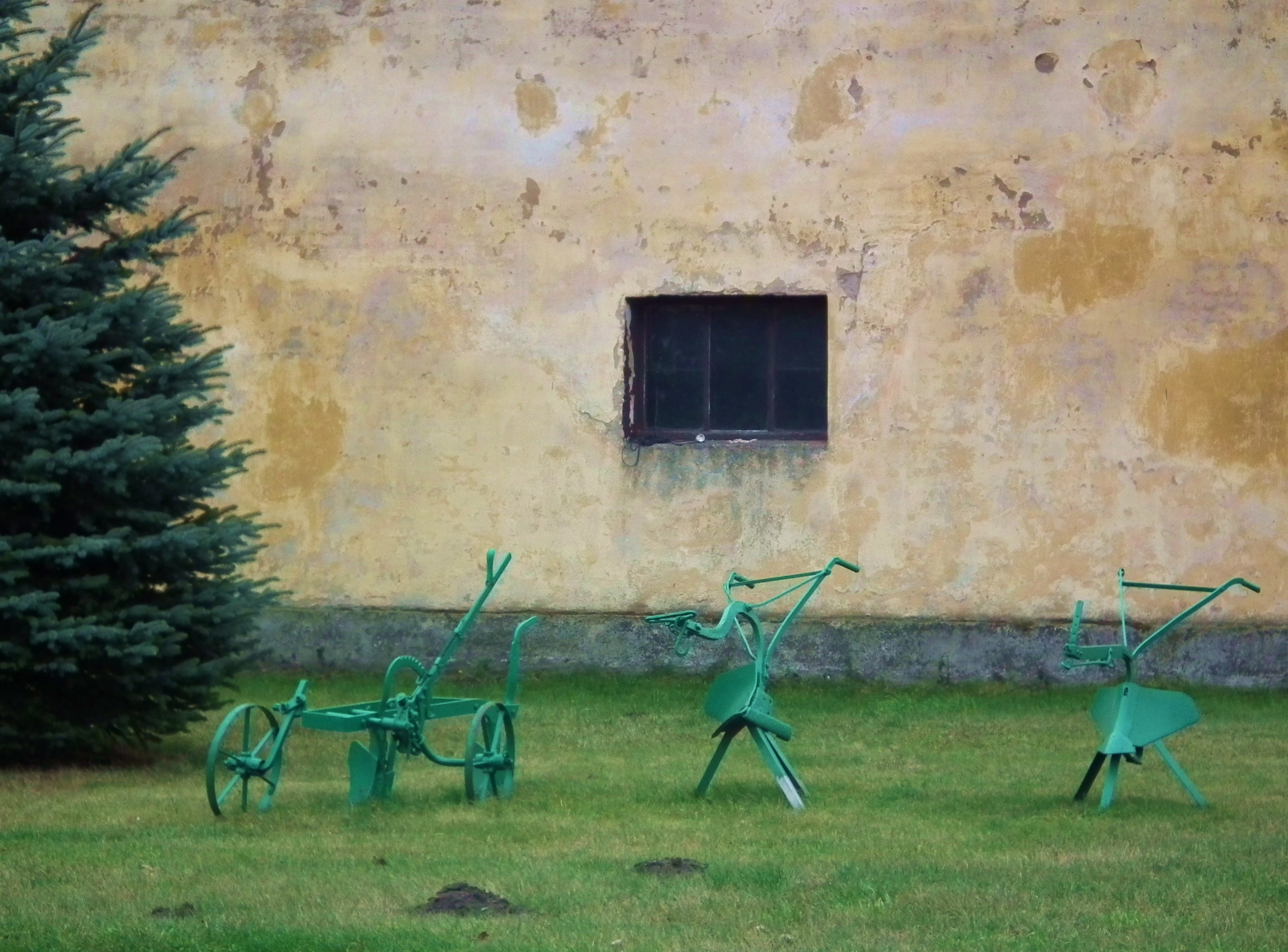
Wystawa narzędzi